# Noves
Noves är en kommun i departementet Bouches-du-Rhône i regionen Provence-Alpes-Côte d'Azur i sydöstra Frankrike. Kommunen ligger  i kantonen Châteaurenard som ligger i arrondissementet Arles. År 2022 hade Noves 5 918 invånare.

## Befolkningsutveckling
Antalet invånare i kommunen Noves
Referens:INSEE